# Strophingia harteni
Strophingia harteni är en insektsart som beskrevs av Hodkinson 1981. Strophingia harteni ingår i släktet Strophingia och familjen rundbladloppor. Inga underarter finns listade i Catalogue of Life.